# Oceano paradiso
| Recensione | Giudizio |
| ---------- | -------- |
| Ondarock   | 6/10     |

Oceano paradiso è il primo album in studio del cantante italiano Chiello, pubblicato il 14 ottobre 2021 dalla Thaurus.

## Descrizione
Anticipato dai singoli Acqua salata, Crema di buccia e Quanto ti vorrei, il disco è composto da undici tracce prodotte da Greg Willen, Colombre, Shablo e Mace. Ha debuttato al 3º posto della Classifica FIMI Album.

## Tracce
1. Mare caldo – 2:50
2. Quanto ti vorrei – 3:00 (Rocco Modello, Pablo Miguel Lombroni Capalbo, Luca Faraone)
3. Non lasciarmi cadere – 2:26 (Rocco Modello, Davide Mancini, Giovanni Imparato, Lorenzo Donato)
4. Abisso di xanax – 4:22 (Rocco Modello, Davide Mancini, Giovanni Imparato, Gregory Taurone, Lorenzo Donato)
5. Damerino (feat. Taxi B) – 2:21 (Rocco Modello, Michele Ballabene, Diego Vincenzo Vettraino)
6. Poi si romperanno – 2:47
7. Sul fondo dello scrigno – 2:38
8. Pietra di luna – 2:29 (Rocco Modello, Giovanni Imparato, Gregory Taurone)
9. Crema di buccia – 3:16
10. Acqua salata – 3:49 (Rocco Modello, Davide Mancini, Gregory Taurone)
11. Golfo paradiso – 3:08 (Rocco Modello, Simone Benussi)

## Classifiche

### Classifiche settimanali
| Classifica (2021) | Posizione massima |
| ----------------- | ----------------- |
| Italia            | 3                 |

### Classifiche di fine anno
| Classifica (2021) | Posizione |
| ----------------- | --------- |
| Italia            | 92        |